# Усадьба Г. Н. Глебова
Усадьба Г. Н. Глебова — памятник архитектуры местного значения в Чернигове. Сейчас в здании размещается Институт сельскохозяйственной микробиологии и агропромышленного производства НААН и его библиотека.

## История
Решением исполкома Черниговского областного совета народных депутатов от 19.02.1985 № 75 присвоен статус памятник архитектуры местного значения с охранным № 21-Чг под названием Усадебный дом.
Здание имеет собственную «территорию памятника» и расположено в «охранной зоне», согласно правилам застройки и использования территории. На здании установлена информационная доска.

## Описание
Дом был построен русским общественным деятелем и политиком Григорием Николаевичем Глебовым в конце 19 века на восточной окраине Чернигова над рекой Кордиковкой. Состоит из нескольких каменных и деревянных сооружений. Главный дом — каменный, двухэтажный на подвале. Имеет сложный, асимметричный план, которому соответствует пластичный фасад с использованием форм готической архитектуры. Перед ним расположена подковообразная площадь. Рядом сохранились дом садовника, каретник, ледник.
До 1911 года в усадьбе жил Григорий Николаевич Глебов, эмигрировал в Германию.
В 1961 году был отреставрирован для Украинского научно-исследовательского института сельскохозяйственной микробиологии.
В 2021 году в здании размещается Институт сельскохозяйственной микробиологии и агропромышленного производства НААН и его библиотека.
На фасаде здания установлена мемориальная доска академику Украинской академии сельскохозяйственных наук Михаилу Васильевичу Рево — на доме, где работал.

## Галерея

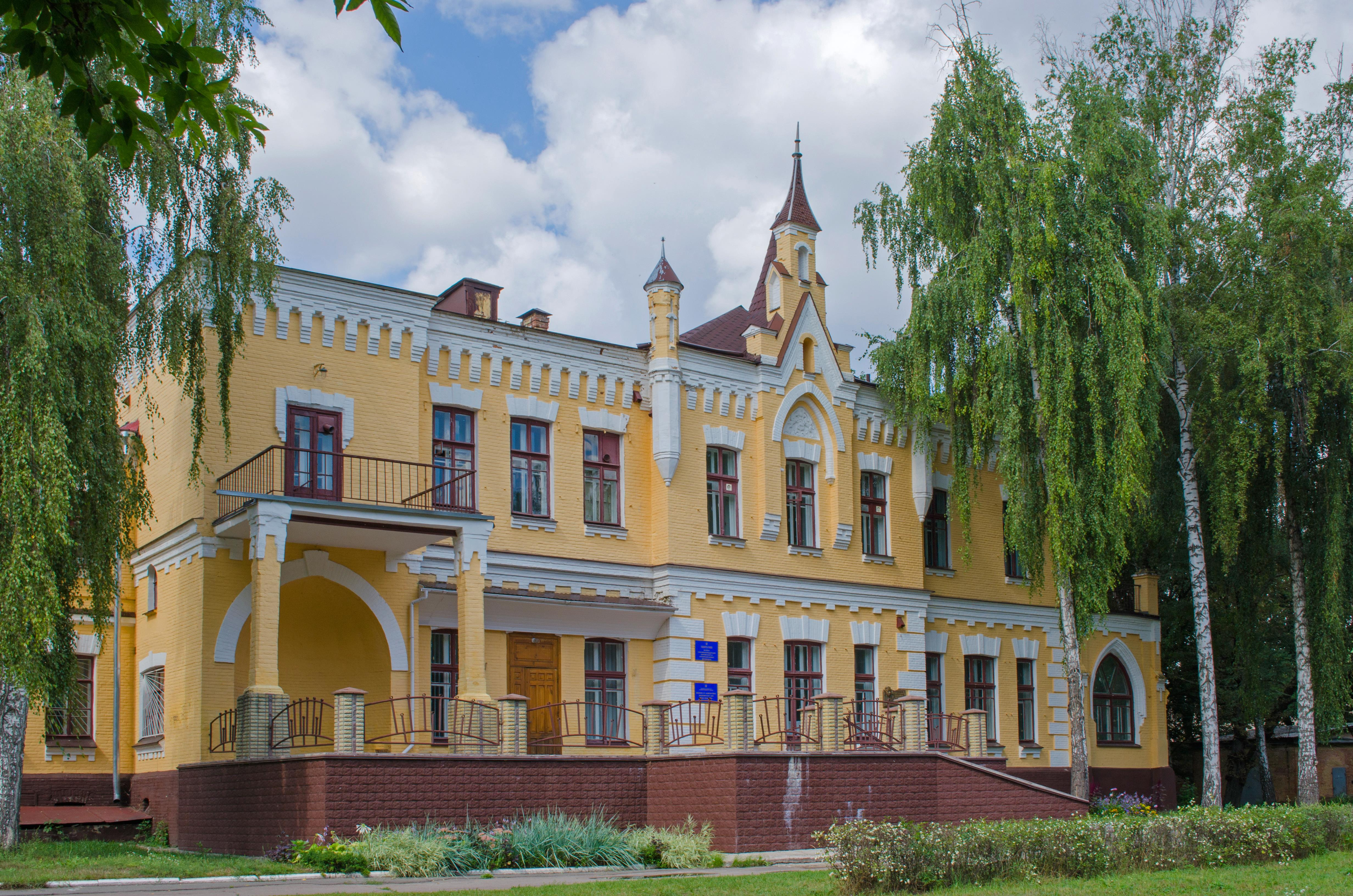
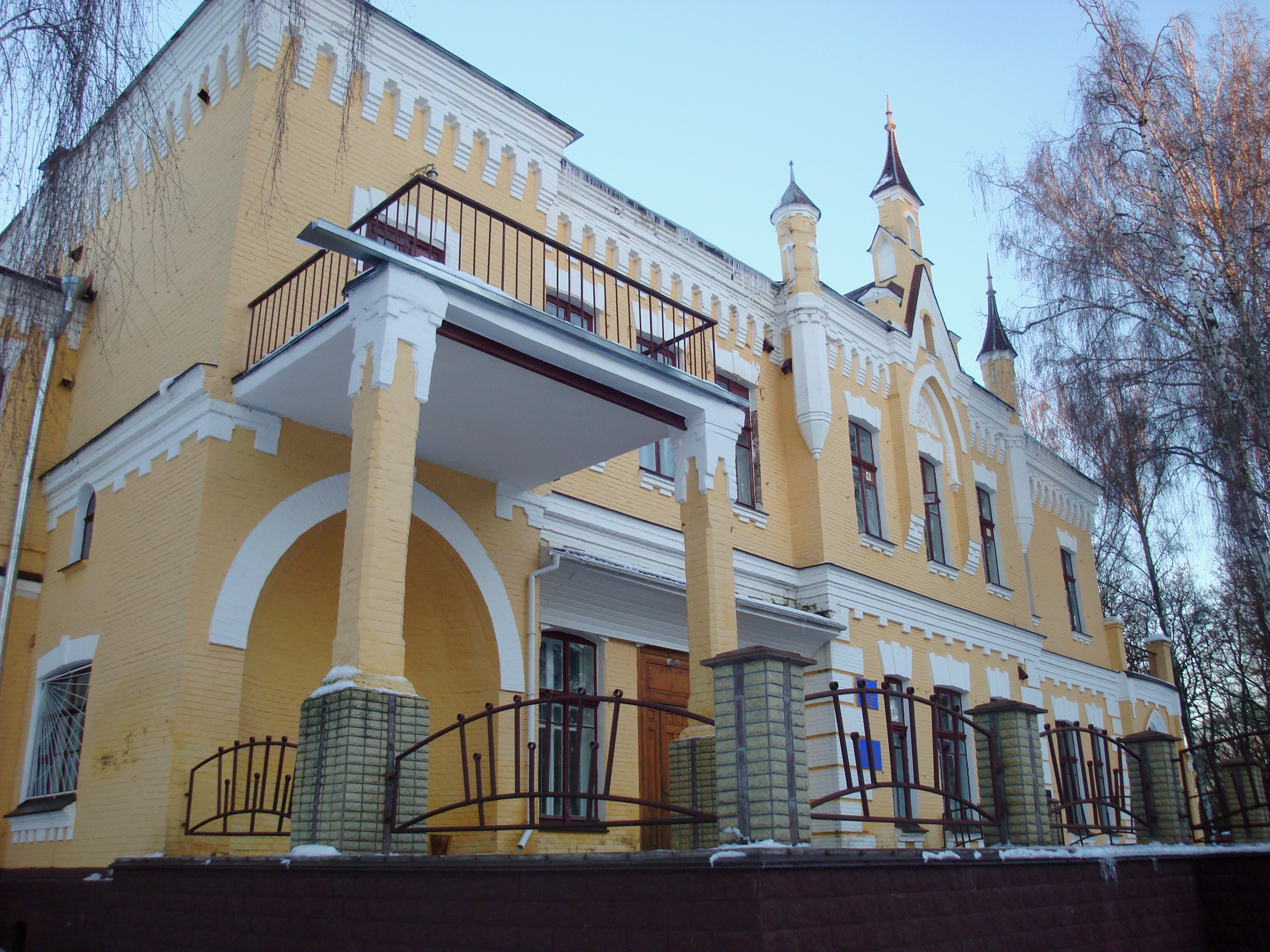
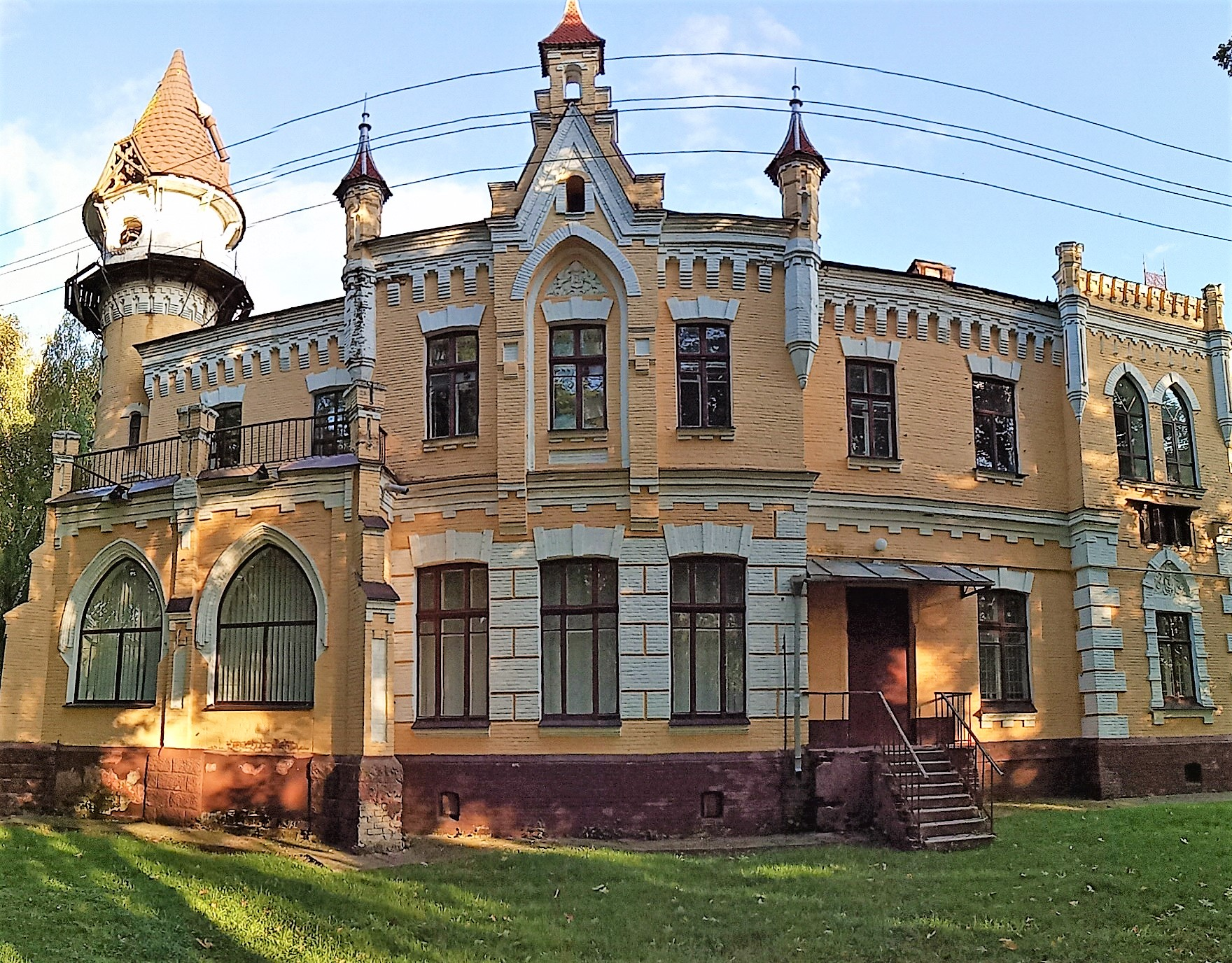
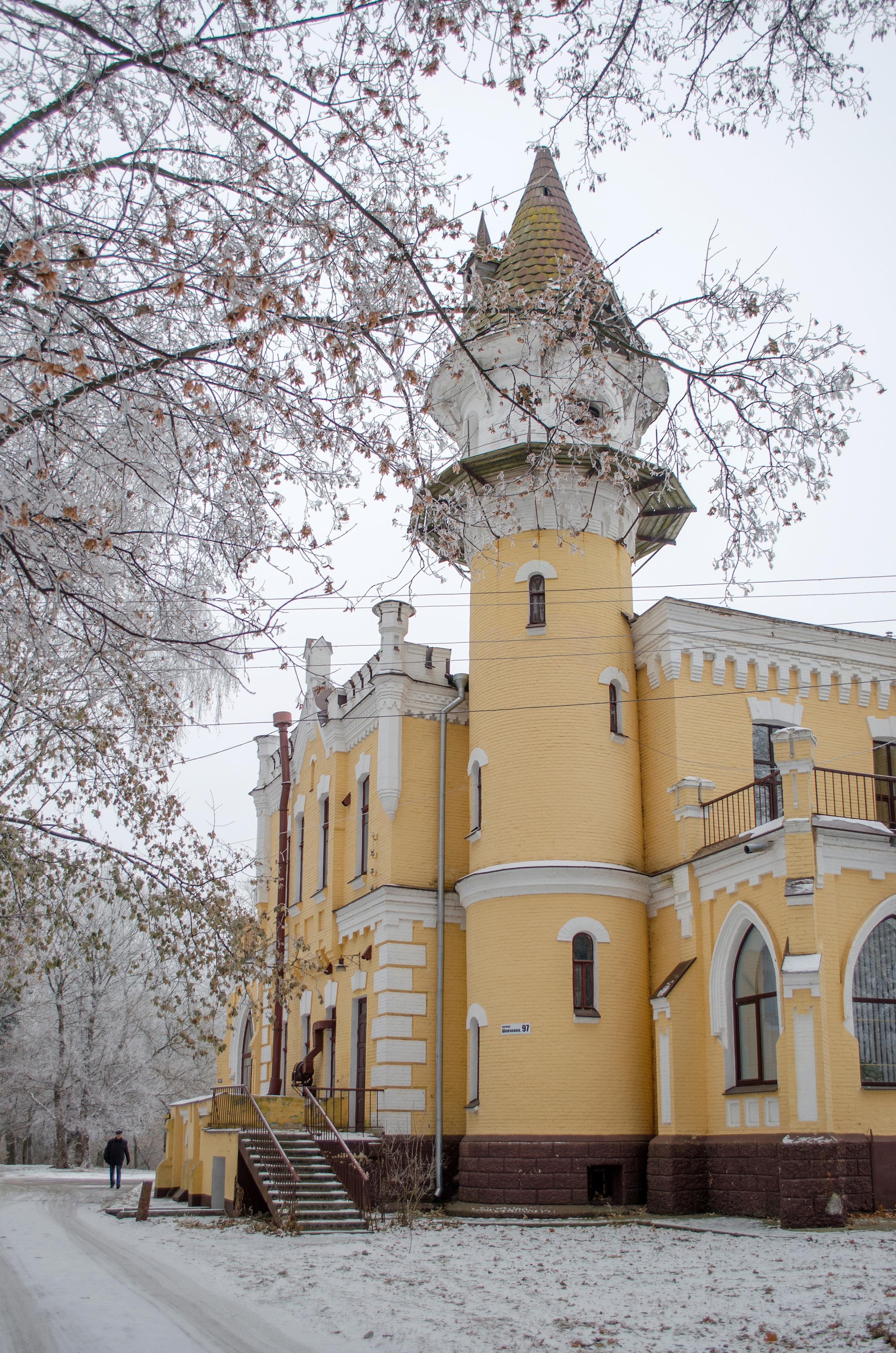
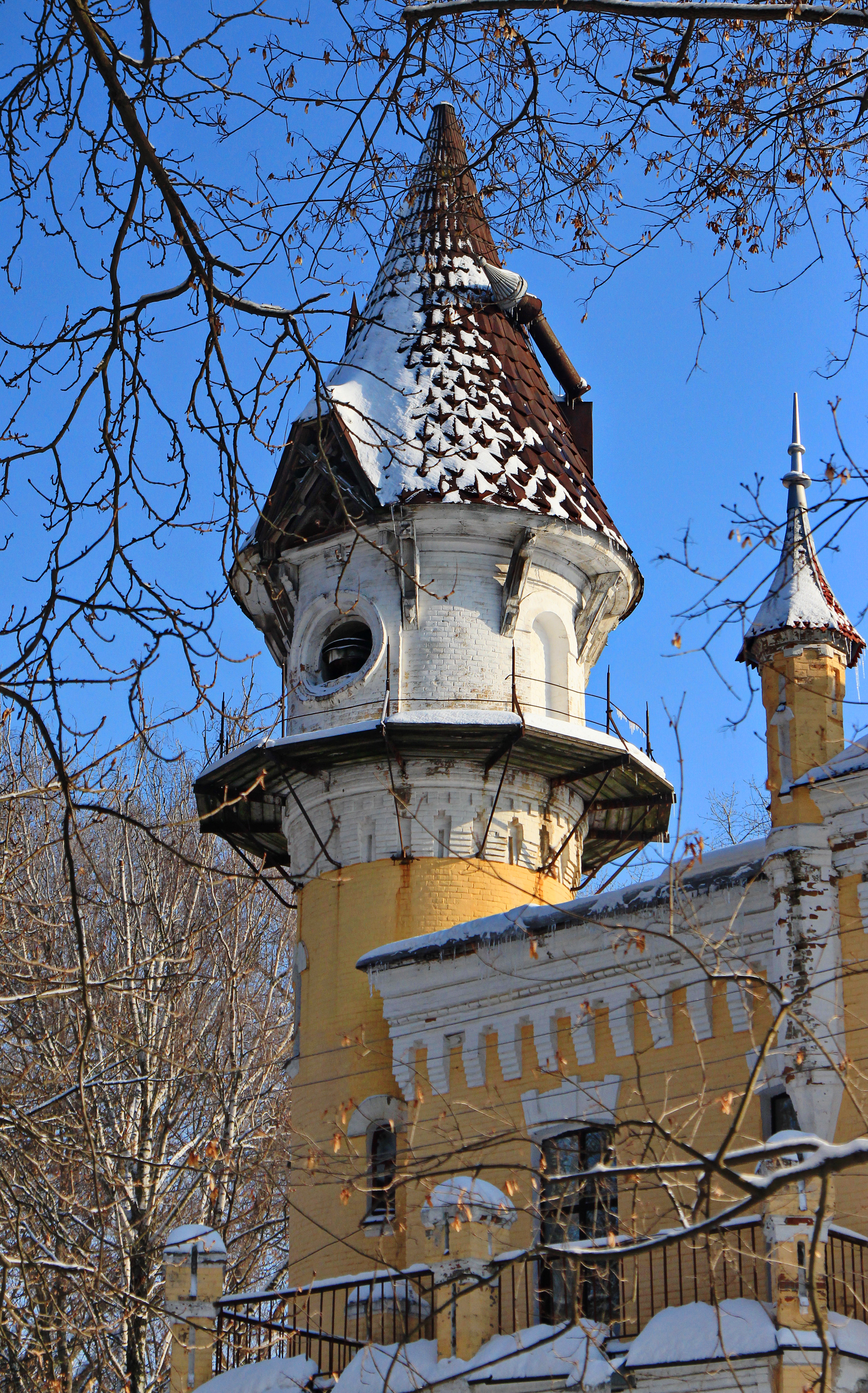
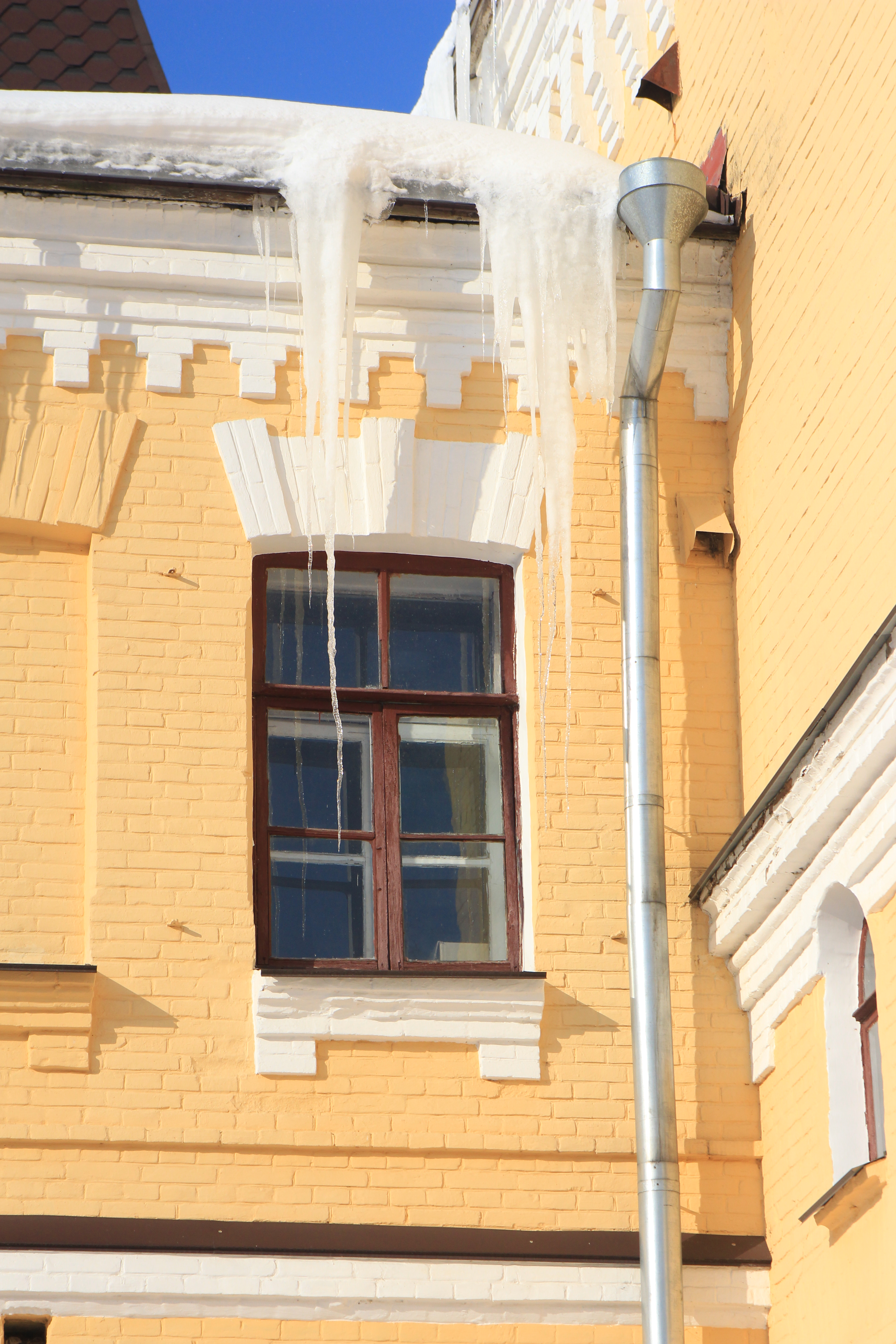
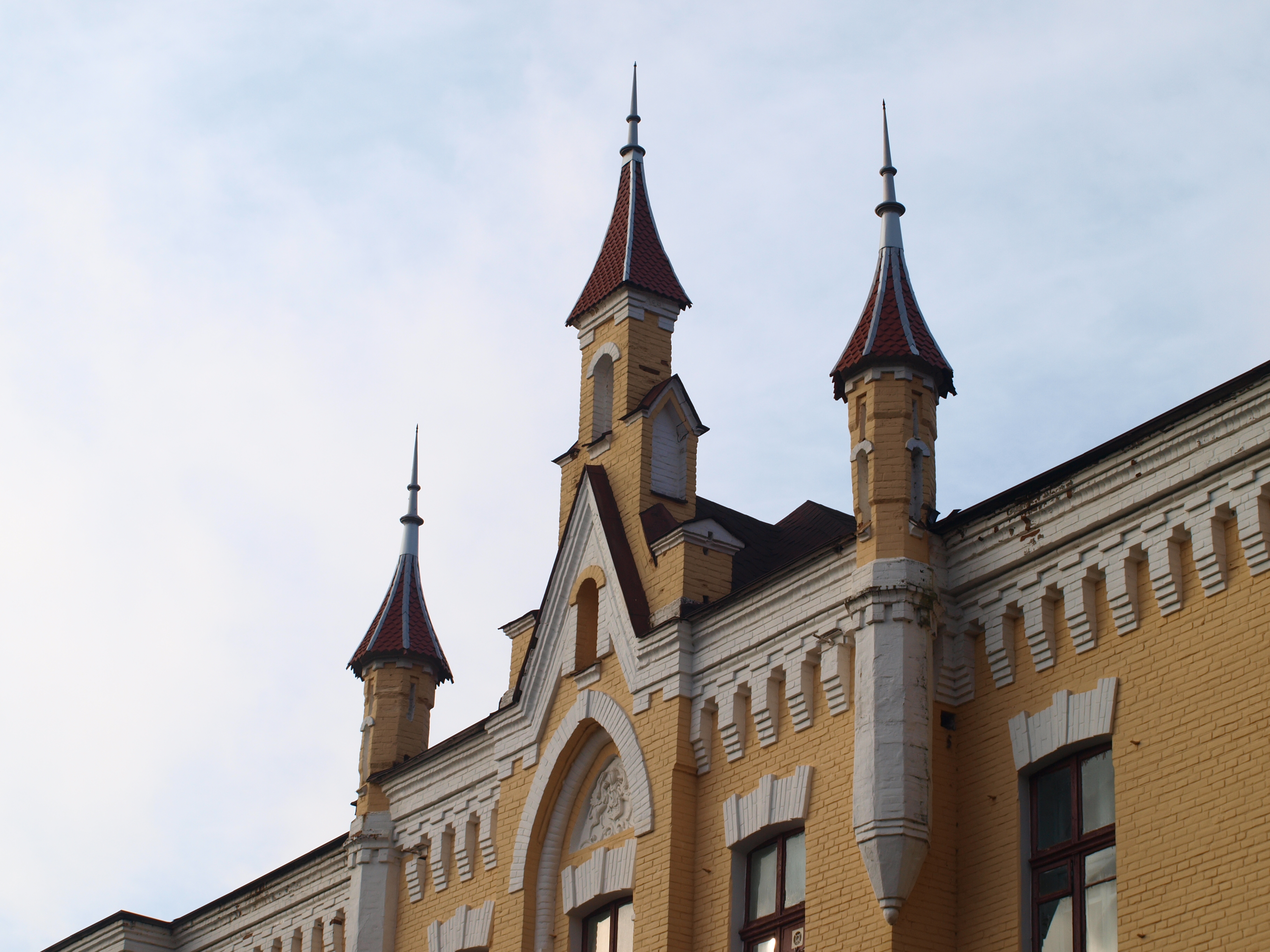